# Павутинні кліщі
Павутинні кліщі (Tetranychidae) — родина ряду тромбідіформних кліщів, включає близько 1600 видів. Невеликі, сисні павукоподібні помаранчевого, червоного або жовтуватого кольору. Довжина не перевищує 1 міліметра. Зазвичай вони оселяються на зворотному боці листка і дуже швидко розмножуються. Викликають пошкодження рослин, проколюючи їх клітини для живлення. Живляться на кількох сотнях видів рослин.

## Систематика
Родину традиційно поділяють на 2 підродини та 6 триб, що об'єднують понад 70 родів:
- Bryobiinae
  - Bryobiini — 11 родів
  - Hystrichonychini — 17 родів
  - Petrobiini — 7 родів
- Tetranychinae
  - Euritetranychini — 11 родів
  - Tetranychini — 21 рід
  - Tenuipalpoidini — 4 роди

## Боротьба з павутинними кліщами

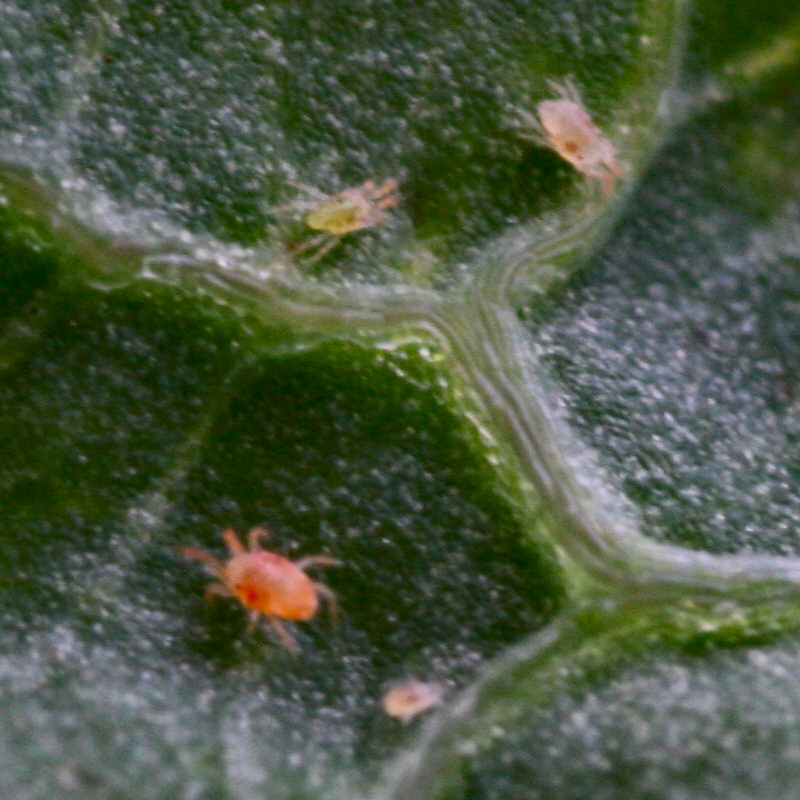
Павутинні кліщі із внутрішнього боку листка рослини

При ураженні павутинними кліщами рослина покривається павутиною. Оскільки ці кліщі надають перевагу теплому і сухому повітрю. Якщо рослина не дуже ушкоджена, можна потерти листя з обох боків й стебла мильним розчином. За значного ураження застосовують обприскування інсектицидами або колоїдною сіркою.